# إدموند ماجوسكي
إدموند ماجوسكي (12 نوفمبر 1910 – 26 أكتوبر 1982) هو لاعب كرة قدم بولندي سابق، لعب في مركز الهجوم، كما عمل لاحقًا مدربًا لعدد من المنتخبات الوطنية. اشتهر بمسيرته الكروية في بولندا والنمسا، وبرز كأحد اللاعبين الدوليين في منتخب بولندا في ثلاثينيات القرن العشرين، ثم اتجه إلى مجال التدريب ليشرف على منتخبي النرويج والكويت.

## سيرته الكروية
بدأ ماجوسكي مسيرته في ملاعب كرة القدم البولندية، ولعب لصالح نادي AKS شورزوڤ، وهو أحد الأندية البارزة في بولندا خلال تلك الحقبة. ثم انتقل للعب مع بوغون لووف، وهو نادٍ عريق من مدينة لووف (التي أصبحت اليوم ضمن حدود أوكرانيا).
لاحقًا، انتقل ماجوسكي إلى النمسا، حيث لعب لنادي أدميرا ڤيينا، أحد أكبر الأندية في العاصمة النمساوية فيينا. تميز ماجوسكي بأسلوبه الهجومي وقدرته على التمركز، مما جعله من المهاجمين المؤثرين في الفرق التي لعب لها.

## مشاركاته الدولية
شارك إدموند ماجوسكي مع المنتخب البولندي في أربع مباريات دولية خلال الفترة ما بين عامي 1933 و1934، وتمكن من تسجيل هدفٍ واحد مع المنتخب. وعلى الرغم من قلة مشاركاته، إلا أن تواجده في التشكيلة الوطنية يعكس مستواه العالي خلال تلك الفترة.

## مهنة التدريب
يدأ ماجوسكي عالم التدريب مع المنتخب النرويجي في الفترة الممتدة ما بين 1957 و1958. وخلال تلك الفترة، عمل على تطوير مستوى الفريق الوطني وإدخال مفاهيم تدريبية حديثة، مستفيدًا من خبراته الأوروبية.
في عام 1958، تولّى ماجوسكي تدريب المنتخب الكويتي لكرة القدم، ليكون من أوائل المدربين الأجانب الذين عملوا مع منتخب الكويت.